# Подгај (Шентјур)
Подгај (словен. Podgaj) је насељено место у општини Шентјур, Савињска регија, Словенија.

## Историја
До територијалне реорганизације у Словенији био је у саставу старе општине Шентјур при Цељу.

## Становништво
У попису становништва из 2011. године, Подгај је имао 102 становника.
| Број становника према пописима | Број становника према пописима | Број становника према пописима |
| ------------------------------ | ------------------------------ | ------------------------------ |
| 1991                           | 2002                           | 2011                           |
| 85                             | 90                             | 102                            |

Напомена: До 1955. исказивано под именом Свети Ожбалт.